# Raión de Voznesenski
Raión de Voznesenski (en ucraniano: Вознесенський район) es un raión o distrito urbano de Ucrania, en la ciudad de Zaporiyia. 
Comprende una superficie de 51 km².

## Demografía
Según estimación 2010 contaba con una población total de 102794 habitantes.